# Ogens
Ogens es una comuna de Suiza perteneciente al distrito de Gros-de-Vaud del cantón de Vaud.
En 2018 tenía una población de 299 habitantes.
Se conoce la existencia de la localidad en documentos desde 1166. En la Edad Media perteneció al señorío de Belmont-sur-Yverdon, al capítulo de Lausana y a la castellanía de Essertines-sur-Yverdon. Entre 1536 y 1798 formó parte del bailiazgo de Yverdon-les-Bains. Hasta la reforma territorial de 2007 pertenecía al distrito de Moudon.
Se ubica unos 20 km al norte de Lausana y unos 5 km al sureste de Yverdon-les-Bains.